# Thomas Marainen
Thomas Marainen (en sami: Lássbiet Heaikka Duommá, o Duommá Marainen) nascut el 20 de desembre de 1945 a Vuolle-Sohppar/Nedre Soppero, és un artista, ramader de rens, cantant de joik i escriptor sami.
Va aprendre l'art tradicional sami (duodji) del seu pare, el qual, però no li va transmetre el joik, que ell considerava pecaminós, així que Marainen va haver d'aprendre-lo d'adult. Ha publicat un disc de yoik en solitari i ha escrit llibres infantils i poemes, alguns dels quals han estat musicats per cantants samis.
És marit de l'argentera Randi Marainen i pare del músic i escriptor Simon Marainen.

## Discografia
- 2010 Juoiganmátki

### Obres col·lectives
- 2009 En annorlunda dag, llibre infantil, amb Birgitta Ahlén, Marita Gleisnerm i Philip Newth (Firmafeng)
- 2006 Viidát: divttat Sámis/Vidd: dikter från Sápmi, amb Rose-Marie Huuva, Inghilda Tapio i Simon Marainen (Podium)